# 月の磁場

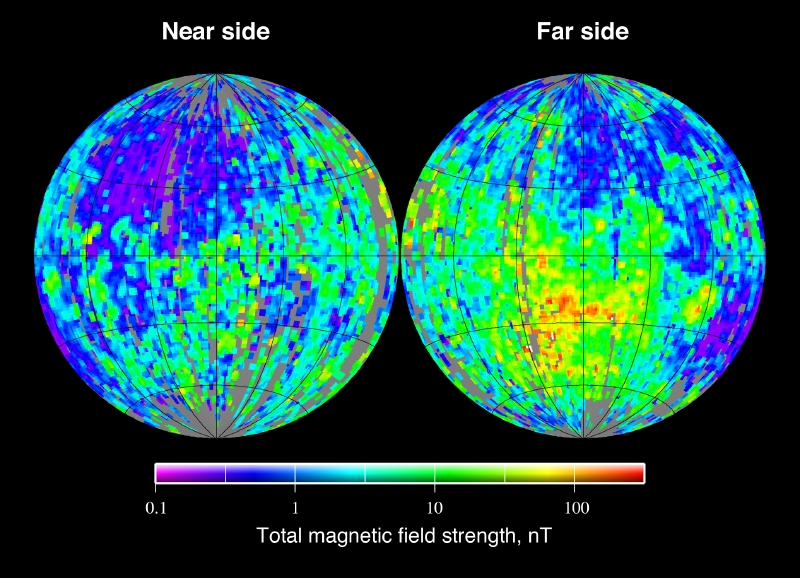
ルナ・プロスペクターの電子反射率計実験による月表面の磁場の強さ

月の磁場（つきのじば）では、月における磁場について述べる。
月は地球のものと比べると、非常に弱い外部磁場を持つ。その他の主な違いは、核のダイナモで生成する双極子磁場を持たず、現在の磁場はほぼ地殻が起源であることである。1つの仮説は、地殻磁場はダイナモがまだ動いている月の歴史の初期に得られたとするものである。しかし、月の核の小ささが、仮説が理論になる潜在的な障害となっている。その代り、月のような大気を持たない天体では、大きな隕石衝突等があると一時的な磁場が生成しうる。これを支持する証拠の1つとして、最も大きな地殻磁場は巨大な衝突盆地の対蹠地付近にある。このような現象は、衝突によりプラズマ雲が月の周りに広がることに由来すると考えられている。例えば、チャンドラヤーン1号は、月の裏の危難の海の対蹠地で、ub-keV Atom Reflecting Analyzer (SARA)を用いて「小さな磁気圏」のマッピングをした。小さな磁気圏は直径360kmで、周りを吹く太陽風に由来する、厚さ300kmのプラズマ流速の領域で囲まれている。
静電反発で月の表面から浮き上がって漂う微粒子の月の塵が存在するという証拠も増えている。これは、夜間に一時的な塵の「大気」を形成する。月の塵の大気は集まり、透明な風になることもある。塵は、夜の側で強く、昼の側で強く吹く。この「塵の嵐」は、明暗境界線で最も強い。詳細はよく分かっていないが、ルナ・プロスペクターは、月の夜の側で磁気圏尾部を横切る際、電圧が-200Vから-1000Vに急に変化するのを観測した。プラズマシートは非常にダイナミックな構造であり、一定の運動状態を取るため、月の軌道が磁気圏尾部を通るとプラズマシートがその中を何度も吹き、数分から数時間、または数日続く。